# Ernesto Giacomo Parodi
Ernesto Giacomo Parodi (Genova, 21 novembre 1862 – Firenze, 31 gennaio 1923) è stato uno scrittore, letterato e filologo italiano.

## Biografia
Dopo essersi laureato all'Università di Genova nel 1886, si perfezionò a Firenze, al Regio Istituto superiore di studi storici, dove ebbe come maestri Adolfo Bartoli, Pio Rajna e Girolamo Vitelli.
Passò quindi un periodo di ulteriore specializzazione a Lipsia, alla scuola del filologo Karl Brugmann, per poi venir richiamato nel 1892 al Regio Istituto di studi superiori, dapprima come incaricato, poi come docente di storia comparata delle lingue classiche e neolatine.
I suoi vari studi sul dialetto ligure costituiscono "la più compiuta ed organica illustrazione della storia di un dialetto italiano e uno dei più bei tributi che uno studioso abbia offerto alla tradizione linguistica della sua terra".
Socio corrispondente dei Lincei, fu anche poeta, petrarchista e soprattutto dantista; dal 1906 al 1923 diresse peraltro il Bullettino della Società dantesca italiana - Rassegna critica degli studi danteschi, succedendo a Michele Barbi.

## Opere
- Ernesto Giacomo Parodi, Le opere di Dante: testo critico della Società dantesca italiana, Firenze, Società dantesca italiana, 1921.
- Ernesto Giacomo Parodi, Il canto II del Paradiso, letto da Ernesto Giacomo Parodi nella sala di Dante in Orsanmichele, Firenze, Sansoni, 1922?.
- Ernesto Giacomo Parodi, Poeti antichi e moderni, studi critici, Firenze, Sansoni, 1923.
- Ernesto Giacomo Parodi, Il dare e l'avere fra i pedanti e i geniali, Genova, Perrella, 1923.
- Ernesto Giacomo Parodi [et al.], Dante e la Liguria : studi e ricerche, Milano, Treves, 1925.
- Ernesto Giacomo Parodi, Il canto XVI del Paradiso, letto da Ernesto Giacomo Parodi nella sala di Dante in Orsanmichele, Firenze, Sansoni, 1933.
- Ernesto Giacomo Parodi, Poesia e storia nella "Divina Commedia", a cura di Gianfranco Folena e Pier Vincenzo Mengaldo, Venezia, Neri Pozza, 1965  [1921], ISBN 978-88-7305-229-6.
- Ernesto Giacomo Parodi, Lingua e Letteratura, a cura di Gianfranco Folena, Con un saggio introduttivo di Alfredo Schiaffini, Venezia, Neri Pozza, 1957.

## Archivio e biblioteca personale
La Biblioteca Umanistica dell'Università degli studi di Firenze acquistò nel 1923 il Fondo intitolato a Ernesto Giacomo Parodi, in seguito all'incarico affidato da P. a Pio Rajna di vendere la sua biblioteca.
Il fondo archivistico consta di circa 24.500 carte conservate in 51 contenitori, mentre il fondo librario di circa 4.000 volumi, sia antichi che moderni (XVI- XX secolo) di dialettologia, filologia, critica letteraria, letteratura, storia e filosofia.
Nella sezione letteraria del fondo si trovano prestigiosi autografi appartenenti a importanti letterati e uomini di cultura italiani del secolo scorso, fra i quali Ungaretti, Palazzeschi, Marinetti.
Per una descrizione generale del fondo: Il fondo Ernesto Giacomo Parodi dell'Università degli studi di Firenze. Recensio e descrizione dei materiali, a cura di Fabio Bazzani, Annamaria Bigio, Marco Massimiliano Lenzi, Firenze, Accademia Toscana di Scienze e Lettere "La Colombaria", 1998.
Per una ricostruzione più dettagliata delle relazioni e collaborazioni intessute da P.: Il carteggio Michele Barbi - Ernesto Giacomo Parodi (1895-1922). Personalità, studi e problemi verso la 《Nuova Filologia》, di Paola Siano, Milano,  Biblion, 2021.